# Capture règlementaire
En politique, la capture règlementaire ou captation de la réglementation(en anglais regulatory capture) est une corruption de l'autorité qui se produit lorsqu'une entité politique, un législateur ou un organisme de réglementation est coopté pour servir les intérêts commerciaux, idéologiques ou politiques d'un membre mineur, tel qu'une aire géographique, une industrie, une profession ou un groupe idéologique,.
Lorsqu'une capture règlementaire se produit, un intérêt particulier est rendu prioritaire sur les intérêts généraux du public, conduisant à une perte nette pour la société. Les agences publiques subissant une capture règlementaire sont appelées « agences captives ».
La théorie de la capture règlementaire est en lien avec la recherche de rente, la défaillance de l'État et le clientélisme, dans le sens où le clientélisme « se produit lorsque la plupart ou tous les avantages d'un programme vont à un seul intérêt raisonnablement faible (par exemple une industrie, une profession ou une localité) mais que la plupart ou la totalité des coûts seront supportés par un grand nombre de personnes (par exemple, tous les contribuables). »

## Description
La capture règlementaire décrit une situation dans laquelle une institution publique de régulation, bien que destinée à agir en faveur de la collectivité, finit par servir des intérêts commerciaux et/ou privés. La capture réglementaire constitue donc une défaillance de l'État, puisqu'elle produit notamment des incitations à la production d'externalités négatives pour l'intérêt public (la population).
Pour les théoriciens du choix public, la capture règlementaire se produit parce que les groupes et les individus fortement intéressés par le résultat de décisions politiques ou réglementaires ont tendance à concentrer leurs ressources et leurs énergies pour infléchir en leur faveur ces décisions, tandis que les autres, peu intéressés individuellement, ont tendance à ignorer complètement ces décisions. La capture règlementaire fait référence aux actions des groupes d'intérêt lorsque ce déséquilibre des ressources ciblées consacrées à un résultat politique particulier réussit à « capturer » l'influence du personnel ou des membres de la commission de l'organisme réglementaire, de sorte que les résultats politiques favorisant ces groupes d'intérêts sont mis en place.
L'idée de capture réglementaire a un fondement économique : les intérêts particuliers dans une industrie ont le plus grand intérêt financier dans l'activité réglementaire de tout agent social et sont donc plus susceptibles d'être amenés à influencer l'organisme de réglementation que les consommateurs individuels relativement dispersés, chacun ayant peu d'intérêt à essayer d'influencer les régulateurs. Lorsque les régulateurs forment des corps d'experts pour évaluer une politique, ceux-ci comportent invariablement d'anciens ou d'actuels membres de l'industrie, ou à tout le moins des personnes ayant des vies et des contacts dans l'industrie à évaluer. La capture est également facilitée dans les situations où les consommateurs ou les contribuables ont une mauvaise compréhension des problèmes sous-jacents et où les entreprises bénéficient d'un avantage de compétences.
Certains économistes, comme Jon Hanson et ses coauteurs, soutiennent que le phénomène va au-delà des seules agences et organisations politiques. Les entreprises sont incitées à contrôler tout ce qui a un pouvoir sur elles, y compris les institutions des médias, du monde universitaire et de la culture populaire, elles essaieront donc de les capturer également. Ce phénomène est appelé « capture profonde ».
Selon la journaliste Stéphane Horel :

« Sans aucun doute le public éprouve-t-il ce sentiment qu'il est brutalisé par erreur par un système devenu aveugle. Ou peut-être le système s'est-il totalement retourné contre lui et agit-il désormais à l'encontre de l'intérêt général. Car le programme de capture de la décision publique mis en œuvre par les industriels du tabac, de la chimie, de l'agrochimie, du pétrole ou de l'agroalimentaire implique que les intérêts du marché passent avant tout. Tout, y compris la santé des personnes et la préservation de l'environnement qui rend possible notre existence à tous. La réussite de ce programme repose, on l'a vu, sur la complicité des appareils gouvernementaux, des administrations, des agences règlementaires, et sur la neutralisation de tout ce qui est identifié par eux comme une adversité. Or, malgré tous leurs efforts, les industriels n'ont pas encore réussi à éliminer la science indépendante qui se met en travers de leur chemin. »

## Théorie
La théorie de la capture règlementaire a été énoncée par le prix Nobel d'économie George Stigler en 1982. Elle est parfois traduite par « emprise règlementaire » ou « capture de régulation ». Elle est au cœur de la branche du choix public appelée économie de la réglementation. Les articles souvent cités comprennent Bernstein (1955), Huntington (1952), Laffont et Tirole (1991) et Levine et Forrence (1990).
« ... En règle générale, la réglementation est acquise à l'industrie et est conçue et exploitée principalement à son profit ... Nous proposons l'hypothèse générale : toute industrie ou profession qui a suffisamment de pouvoir politique pour utiliser l'État cherchera à contrôler l'entrée. En outre, la politique de réglementation sera souvent conçue de manière à retarder le taux de croissance des nouvelles entreprises. »
- La théorie de la régulation économique, George Stigler, 1971
La possibilité d'une capture réglementaire est un risque auquel une agence est exposée de par sa nature même. Cela suggère qu'une agence de régulation devrait être protégée autant que possible de toute influence extérieure. Dans le cas contraire, il peut être préférable de ne pas créer du tout une telle agence : une fois « capturée », elle peut en effet se retrouver au service des organisations qu'elle est supposée réglementer plutôt qu'au service que ceux que l'agence a été conçue pour protéger. Une agence règlementaire captive est souvent pire que l'absence de réglementation, car elle exerce l'autorité de l'État. Cependant, une transparence accrue de l'agence peut atténuer les effets de la capture. Des données suggèrent que, même dans les démocraties matures avec des niveaux élevés de transparence et de liberté médiatique, des environnements réglementaires plus étendus et complexes sont associés à des niveaux plus élevés de corruption, y compris la capture règlementaire.

### Types de captures
Il existe deux types fondamentaux de capture réglementaire, :
- Capture matérialiste, également appelée capture financière, dans laquelle la motivation du régulateur capturé repose sur son intérêt matériel. Cela peut être la conséquence de pots-de-vin, de portes tambour, de dons politiques ou de la volonté du régulateur de maintenir son financement gouvernemental. Ces formes de capture équivalent souvent à une corruption politique.
- Capture non matérialiste, également appelée capture cognitive ou capture culturelle, dans laquelle le régulateur commence à penser comme l'industrie réglementée. Cela peut résulter du lobbying des groupes d'intérêt de l'industrie. Les industries techniques hautement spécialisées peuvent être exposées au risque de capture culturelle, car l'organisme de réglementation a généralement besoin d'employer des experts dans le domaine réglementé, et le pool de ces experts se compose généralement en grande partie d'anciens ou d'actuels employés du secteur réglementé.

Une autre distinction peut être faite entre la capture conservée par les grandes entreprises et par les petites entreprises. Alors que Stigler se référait principalement à de grandes entreprises capturant des régulateurs en troquant leurs vastes ressources.

## Exemples

### L'Interstate Commerce Commission
Aux États-Unis, l'Interstate Commerce Commission (ICC) était un organisme indépendant de régulation ferroviaire. Certains économistes et historiens, tels que Milton Friedman, affirment que les intérêts ferroviaires existants ont profité des règlements de la CCI pour renforcer leur contrôle de l'industrie et empêcher la concurrence constituant une capture règlementaire. Selon l'écrivain David Friedman, elle serait même devenue un agent cartellisant utilisant son autorité pour empêcher d'autres moyens de transport de nuire aux intérêts des groupes ferroviaires.
Cette affiliation a entre autres eu pour conséquence l'éloignement des groupes non ferroviaires de la commission, son isolement des autres agences gouvernementales, la subversion de ses objectifs initiaux. Le maintien du statu quo dans son mode de fonctionnement a limité son adaptation aux évolutions managériales et a freiné sa reconnaissance et sa gestion des problèmes de règlementation ferroviaire.

### Marée noire de Deepwater Horizon
La capture règlementaire de l'agence américaine Minerals Management Service (MMS) a joué un rôle central dans l'explosion de la plate-forme pétrolière Deepwater Horizon. L'agence a ignoré de manière systématique les questions de sécurité soulevées par ses propres agents, en accordant aux compagnies pétrolières des exemptions générales de produire des études d'impact. Selon Kierán Suckling, directeur du Centre pour la Diversité Biologique, « Le MMS a abandonné toute prétention à réguler l'industrie pétrolière offshore. [...] L'agence semble penser que sa mission est d'aider l'industrie pétrolière à esquiver les lois environnementales. »

### Federal Communications Commission
Dans un rapport titré "Captured Agencies", le chercheur et éthicien américain Norm Alster cite la Federal Communications Commission (FCC), la principale institution américaine de régulation des télécoms, comme exemple typique d'agence capturée par des entreprises : « Un examen détaillé des actions - et des non-actions - de la FCC montre qu'au fil des ans, la FCC a accordé à l'industrie du sans-fil à peu près ce qu'elle voulait (...) Jusqu'à très récemment, elle accordait également au câble ce qu'il voulait. »
Selon John Walls, ancien vice-président de la CTIA (Cellular Telecommunications Industry Association, le principal groupe de lobbying du secteur), la CTIA rencontrait des responsables de la FCC environ 500 fois par an.

### Accident nucléaire de Fukushima
La Commission d'enquête indépendante sur l'accident nucléaire de Fukushima (NAIIC) attribue directement les causes de la catastrophe à une situation de capture règlementaire. Selon celle-ci, le système légal et règlementaire a été rendu inefficient par des collusions entre l'industrie nucléaire, les ministères et les régulateurs japonais,.

### Federal Aviation Administration et crash des Boeing 737 MAX
Aux États-Unis, la Federal Aviation Administration a été soupçonnée pendant plusieurs décennies d'être sujette d'une capture réglementaire de la part des industries aéronautiques. Selon la Chambre des Transports et des Infrastructures des États-Unis, cela a altéré son rôle dans la surveillance de Boeing et dans la sécurité des passagers au point d'impliquer sa responsabilité dans les crash des deux Boeing 737 MAX en 2018 et 2019.

### Autres exemples
- Dans leur livre 100,000,000 Guinea Pigs (1933), Arthur Kallet et F.J. Schlink émettent la thèse que la population américaine est utilisée comme cobaye dans une expérimentation géante menée notamment par les industries agro-alimentaires et pharmaceutiques. Selon eux, les organismes réglementaires et particulièrement la Food and Drug Administration ( « Agence américaine des produits alimentaires et médicamenteux ») n'exercent pas leur rôle de protection du public car ils ont été victimes de capture réglementaire. Bien qu'une bonne partie des affirmations scientifiques du livre aient été démenties depuis, il a contribué à orienter les politiques règlementaires américaines vers un affermissement[28],[29].

- Dans un article cherchant à évaluer la capture réglementaire de l'EPA, Joël Mintz conclut que, bien que l'agence ait réussi à éviter une totale domination par les industries régulées, une telle capture a manqué de se produire à plusieurs reprises, et l'agence a été partiellement capturée à une occasion. L'auteur met l'emphase sur la vulnérabilité de l'EPA à de futures captures[30].